# Liste des pièces commémoratives de 2 euros de 2013
Carte
- deux pièces commémoratives de 2 € émises
- une pièce commémorative de 2 € émise
- pas de pièce commémorative de 2 € émise
- ne fait pas partie de la zone euro

Chronologie
2012 2014
Pour un article plus général, voir Pièce commémorative de 2 euros.
Une pièce commémorative de 2 euros est une pièce de 2 euros frappée par un État membre de la zone euro ou par un des micro-États autorisés à frapper des pièces de monnaie libellées en euro, destinée à commémorer un événement historique ou célébrer un événement actuel important. 
Cet article répertorie les 23 pièces commémoratives émises en 2013.

## Pièces émises
| Allemagne                             | 50e anniversaire du Traité de l'Élysée, pièce allemande |                       |
|                                       | Les effigies de Charles de Gaulle, président de la République française, et de Konrad Adenauer, chancelier allemand, entourant l'inscription 50 ANS JAHRE et le millésime 2013. En haut l'inscription en français TRAITÉ DE L'ÉLYSÉE et en bas l'inscription en allemand ÉLYSÉE-VERTRAG. Sous chaque effigie, la signature du dirigeant. Sous la signature du chancelier, la mention du pays émetteur D (pour Deutschland) et la lettre d'atelier. L'anneau externe de la pièce comporte les douze étoiles du drapeau européen. |                       |
| Graveur : Stefanie Lindner Yves Sampo | \| Gravure sur la tranche : \| Date : \| Tirage : \| \| \| 22 janvier 2013 \| 11 millions de pièces \| |                       |
| Gravure sur la tranche :              | Date : | Tirage :              |
|                                       | 22 janvier 2013 | 11 millions de pièces |

| Allemagne                | Présidence du Bade-Wurtemberg au Bundesrat |                       |
|                          | Cette pièce est la huitième de la première série de 16 pièces de 2 € commémoratives sur les Länder allemands. La représentation du Monastère de Maulbronn, avec sur la partie droite une vue de la façade du bâtiment et sur la gauche le détail de la fontaine. En haut, le millésime 2013. En bas l'inscription BADEN-WÜRTTEMBERG (Bade-Wurtemberg) et la mention du pays émetteur D (pour Deutschland). L'anneau externe de la pièce comporte les douze étoiles du drapeau européen. |                       |
| Graveur : Eugen Ruhl     | \| Gravure sur la tranche : \| Date : \| Tirage : \| \| \| 1er février 2013 \| 30 millions de pièces[4] \| |                       |
| Gravure sur la tranche : | Date : | Tirage :              |
|                          | 1er février 2013 | 30 millions de pièces |

| Belgique                 | 100e anniversaire de l'Institut royal météorologique de Belgique |                      |
|                          | Le nombre 100 dont le premier zéro entoure les sigles KMI (pour Koninklijk Meteorologisch Instituut) et IRM (pour Institut royal météorologique) et le second forme un soleil. À gauche du soleil, on trouve des isobares, des gouttes de pluie et des flocons de neige. En haut de la pièce le millésime 2013 et, en bas, les lettres BE pour le pays émetteur. L'anneau externe de la pièce comporte les douze étoiles du drapeau européen. |                      |
| Graveur : Peter Denayer  | \| Gravure sur la tranche : \| Date : \| Tirage : \| \| \| Novembre 2013 \| 2 millions de pièces \| |                      |
| Gravure sur la tranche : | Date : | Tirage :             |
|                          | Novembre 2013 | 2 millions de pièces |

| Espagne                         | Site royal de Saint-Laurent-de-l'Escurial, inscrit au patrimoine mondial de l'UNESCO depuis 1984 |                      |
|                                 | Cette pièce est la quatrième d'une série de pièces commémoratives sur les sites espagnols inscrits au patrimoine mondial de l'UNESCO. La représentation du monastère de Saint-Laurent-de-l'Escurial. Le nom du pays émetteur ESPAÑA apparaît en haut, au centre. L'année 2013 apparaît du côté droit. L'anneau extérieur de la pièce comporte les douze étoiles du drapeau européen. |                      |
| Graveur : Alfonso Morales Múñoz | \| Gravure sur la tranche : \| Date : \| Tirage : \| \| \| Février 2013 \| 8 millions de pièces \| |                      |
| Gravure sur la tranche :        | Date : | Tirage :             |
|                                 | Février 2013 | 8 millions de pièces |

| Finlande                    | 150e anniversaire du Parlement finlandais et du début de la démocratie en Finlande |                     |
|                             | L'année 1863 stylisée et dont le 6 se transforme en jeune pousse et entourée par le nom du pays émetteur en finnois et suédois SUOMI FINLAND et le millésime 2013. L'anneau externe de la pièce comporte les douze étoiles du drapeau européen. |                     |
| Graveur : Reijo Paavilainen | \| Gravure sur la tranche : \| Date : \| Tirage : \| \| \| Septembre 2013 \| 1 million de pièces[8] \| |                     |
| Gravure sur la tranche :    | Date : | Tirage :            |
|                             | Septembre 2013 | 1 million de pièces |

| Finlande                                   | 125e anniversaire de la naissance de l'écrivain Frans Emil Sillanpää, le 16 septembre 1888 à Hämeenkyrö |                       |
|                                            | L'effigie de Frans Emil Sillanpää, sous son nom F. E. SILLANPÄÄ. De chaque côté de son effigie, les années 1888 et 1964. À la droite de son visage, en vertical, le millésime 2013. En bas, à droite les lettres FI pour le pays émetteur. L'anneau externe de la pièce comporte les douze étoiles du drapeau européen. |                       |
| Graveur : Reijo Paavilainen Pekka Rytkönen | \| Gravure sur la tranche : \| Date : \| Tirage : \| \| \| Novembre 2013 \| 1,5 million de pièces[8] \| |                       |
| Gravure sur la tranche :                   | Date : | Tirage :              |
|                                            | Novembre 2013 | 1,5 million de pièces |

| France                                | 50e anniversaire du Traité de l'Élysée, pièce française |                       |
|                                       | Les effigies de Charles de Gaulle, président de la République française, et de Konrad Adenauer, chancelier allemand, entourant l'inscription bilingue 50 ANS JAHRE et le millésime 2013. En haut l'inscription en français TRAITÉ DE L'ÉLYSÉE et en bas l'inscription en allemand ÉLYSÉE-VERTRAG. Sous chaque effigie, la signature du dirigeant. Sous la signature du chancelier, la mention du pays émetteur RF (pour République française). L'anneau externe de la pièce comporte les douze étoiles du drapeau européen. |                       |
| Graveur : Stefanie Lindner Yves Sampo | \| Gravure sur la tranche : \| Date : \| Tirage : \| \| \| 22 janvier 2013 \| 10 millions de pièces \| |                       |
| Gravure sur la tranche :              | Date : | Tirage :              |
|                                       | 22 janvier 2013 | 10 millions de pièces |

| France                   | 150e anniversaire de la naissance du fondateur des Jeux olympiques de l'ère moderne Pierre de Coubertin, le 1er janvier 1863 à Paris |                     |
|                          | L'effigie de Pierre de Coubertin devant les anneaux olympiques au sein desquels on distingue des silhouettes représentant des sports olympiques. Les initiales du pays émetteur RF (pour République française) et le millésime 2013 sont indiqués en bas à gauche. Le nom de Pierre de Coubertin est indiqué en haut, à gauche. L'anneau externe de la pièce comporte les douze étoiles du drapeau européen. |                     |
| Graveur : Yves Sampo     | \| Gravure sur la tranche : \| Date : \| Tirage : \| \| \| Juin 2013 \| 1 million de pièces \| |                     |
| Gravure sur la tranche : | Date : | Tirage :            |
|                          | Juin 2013 | 1 million de pièces |

| Grèce                            | 2400e anniversaire de l'Académie de Platon |                |
|                                  | L'effigie de Platon, à gauche de laquelle on peut lire 2 400 ΧΡΌΝΙΑ ΑΠΌ ΤΗΝ ΊΔΡΥΣΗ ΤΗΣ ΑΚΑΔΗΜΊΑΣ ΠΛΆΤΩΝΟΣ (2400 ans depuis la fondation de l'Académie de Platon) et le nom du pays émetteur ΕΛΛΗΝΙΚΗ ΔΗΜΟΚΡΑΤΙΑ. À droite le millésime 2013. L'anneau externe de la pièce comporte les douze étoiles du drapeau européen. |                |
| Graveur : Geórgios Stamatópoulos | \| Gravure sur la tranche : \| Date : \| Tirage : \| \| \| Juin 2013 \| 754 000 pièces[13] \| |                |
| Gravure sur la tranche :         | Date : | Tirage :       |
|                                  | Juin 2013 | 754 000 pièces |

| Grèce                            | 100e anniversaire du rattachement de la Crète à la Grèce |                |
|                                  | La représentation des rebelles crétois agitant le drapeau grec. En haut, le nom du pays émetteur ΕΛΛΗΝΙΚΗ ΔΗΜΟΚΡΑΤΙΑ. En bas, la légende 100 ΧΡΌΝΙΑ ΑΠΌ ΤΗΝ ΈΝΩΣΗ ΤΗΣ ΚΡΉΤΗΣ ΜΕ ΤΗΝ ΕΛΛΆΔΑ (100 ans d'union entre la Crète et de la Grèce). À droite, les années 1913-2013. L'anneau externe de la pièce comporte les douze étoiles du drapeau européen. |                |
| Graveur : Geórgios Stamatópoulos | \| Gravure sur la tranche : \| Date : \| Tirage : \| \| \| Octobre 2013 \| 754 000 pièces[15] \| |                |
| Gravure sur la tranche :         | Date : | Tirage :       |
|                                  | Octobre 2013 | 754 000 pièces |

| Italie                           | 200e anniversaire de la naissance du compositeur italien Giuseppe Verdi, le 10 octobre 1813 à Roncole |                       |
|                                  | L'effigie de Giuseppe Verdi entourée des années 1813 et 2013 et au-dessus de son nom G. VERDI. À gauche, les initiales du pays émetteur RI (pour Repubblica Italiana). L'anneau externe de la pièce comporte les douze étoiles du drapeau européen. |                       |
| Graveur : Maria Carmela Colaneri | \| Gravure sur la tranche : \| Date : \| Tirage : \| \| \| Mai 2013 \| 10 millions de pièces \| |                       |
| Gravure sur la tranche :         | Date : | Tirage :              |
|                                  | Mai 2013 | 10 millions de pièces |

| Italie                   | 700e anniversaire de la naissance de l'écrivain italien Giovanni Boccaccio, dit Boccace, en 1313 à Certaldo |                       |
|                          | L'effigie de Giovanni Boccaccio ou Boccace, d'après Andrea del Castagno. En bas, son nom BOCCACIO et les années 1313 et 2013. À droite, les initiales du pays émetteur RI (pour Repubblica Italiana). L'anneau externe de la pièce comporte les douze étoiles du drapeau européen. |                       |
| Graveur : Roberto Mauri  | \| Gravure sur la tranche : \| Date : \| Tirage : \| \| \| Juillet 2013 \| 10 millions de pièces \| |                       |
| Gravure sur la tranche : | Date : | Tirage :              |
|                          | Juillet 2013 | 10 millions de pièces |

| Luxembourg                 | 20e anniversaire de l'adoption de Ons Heemecht comme hymne national |                |
|                            | L'effigie du Grand-Duc Henri, à droite, et la partition de l'hymne national à gauche, sous le texte Ons Heemecht. En bas, le nom du pays émetteur LËTZEBUERG et le millésime 2013. L'anneau externe de la pièce comporte les douze étoiles du drapeau européen. |                |
| Graveur : Christoph Becker | \| Gravure sur la tranche : \| Date : \| Tirage : \| \| \| Septembre 2013 \| 500 000 pièces[19] \| |                |
| Gravure sur la tranche :   | Date : | Tirage :       |
|                            | Septembre 2013 | 500 000 pièces |

| Malte                    | Autonomie gouvernementale de 1921 |                |
|                          | Cette pièce est la troisième d'une série de 5 pièces commémorant l'histoire institutionnelle de Malte. Une foule d'hommes, de femmes et d'enfants et carte des îles maltaises. En haut à droite, le nom du pays émetteur MALTA, suivi de la légende Self-government 1921. En bas, le millésime 2013. L'anneau externe de la pièce comporte les douze étoiles du drapeau européen. |                |
| Graveur : Gianni Bonnici | \| Gravure sur la tranche : \| Date : \| Tirage : \| \| \| 28 octobre 2013 \| 542 500 pièces \| |                |
| Gravure sur la tranche : | Date : | Tirage :       |
|                          | 28 octobre 2013 | 542 500 pièces |

| Monaco                   | 20e anniversaire de l'adhésion de la Principauté à l'ONU |                  |
|                          | Une colombe de la paix au-dessus d'une carte du monde. En haut, le nom du pays émetteur MONACO. En bas, le texte ADMISSION À L'ONU entouré des années 1993 et 2013. L'anneau externe de la pièce comporte les douze étoiles du drapeau européen. |                  |
| Graveur :                | \| Gravure sur la tranche : \| Date : \| Tirage : \| \| \| Septembre 2013 \| 1 249 131 pièces \| |                  |
| Gravure sur la tranche : | Date : | Tirage :         |
|                          | Septembre 2013 | 1 249 131 pièces |

| Pays-Bas                     | Abdication de la Reine Beatrix et l'accession au trône de son fils, Willem-Alexander |                       |
|                              | Le double portrait de Beatrix et de Willem-Alexander. Le tout est entouré par la légende Willem-Alexander Prins van Oranje (Willem-Alexander Prince d'Orange), Beatrix Koninging der Nederlanden (Beatrix Reine des Pays-Bas) et le millésime 2013 (en bas, au centre). La date de l'annonce de l'abdication est indiquée au centre sous les portraits : 28 januari (28 janvier). L'anneau extérieur de la pièce comporte les douze étoiles du drapeau européen. |                       |
| Graveur : Pannos Goutzemisis | \| Gravure sur la tranche : \| Date : \| Tirage : \| \| \| Février 2013 \| 20 millions de pièces \| |                       |
| Gravure sur la tranche :     | Date : | Tirage :              |
|                              | Février 2013 | 20 millions de pièces |

| Pays-Bas                              | 200e anniversaire du Royaume des Pays-Bas |                          |
|                                       | Les silhouettes des visages des 7 souverains néerlandais formées par un ruban (du plus grand au plus petit) : Willem-Alexander, Beatrix, Juliana, Wilhelmine, Guillaume III, Guillaume II et Guillaume Ier. Autour du dessin, le nom du roi et son titre WILLEM-ALEXANDER KONING DER NEDERLANDEN (Willem-Alexander Roi des Pays-Bas). À gauche, la légende 200 JAAR KONINKRIJK (200 ans du Royaume). En bas, le millésime 2013. L'anneau externe de la pièce comporte les douze étoiles du drapeau européen. |                          |
| Graveur : Roosje Klap Claudia Linders | \| Gravure sur la tranche : \| Date : \| Tirage : \| \| \| Novembre 2013 \| 3,538 millions de pièces \| |                          |
| Gravure sur la tranche :              | Date : | Tirage :                 |
|                                       | Novembre 2013 | 3,538 millions de pièces |

| Portugal                 | 250e anniversaire de la construction de la Tour des Clercs |                |
|                          | Vue depuis le bas de La Tour des Clercs, à Porto, à gauche du Pont Dom-Luís et de l'écusson du Portugal, en dessous duquel est indiqué le nom du pays émetteur PORTUGAL. En haut la légende 250 ANOS TORRE DOS CLÉRIGOS (250 ans Tour des Clercs) suivie du millésime 2013. L'anneau externe de la pièce comporte les douze étoiles du drapeau européen. |                |
| Graveur : Hugo Maciel    | \| Gravure sur la tranche : \| Date : \| Tirage : \| \| \| 20 juin 2013 \| 525 000 pièces \| |                |
| Gravure sur la tranche : | Date : | Tirage :       |
|                          | 20 juin 2013 | 525 000 pièces |

| Saint-Marin              | 500e anniversaire de la mort du peintre italien Bernardino di Betto, dit Pinturicchio |                |
|                          | Détail de la fresque Dispute de Jésus avec les docteurs peinte par Pinturicchio vers 1500-1501. En haut, le nom du peintre PINTTURICCHIO, ainsi que les années 1313 et 2013. En bas, l'indication du pays émetteur SAN MARINO. L'anneau externe de la pièce comporte les douze étoiles du drapeau européen. |                |
| Graveur : Claudia Momoni | \| Gravure sur la tranche : \| Date : \| Tirage : \| \| \| Septembre 2013 \| 115 000 pièces \| |                |
| Gravure sur la tranche : | Date : | Tirage :       |
|                          | Septembre 2013 | 115 000 pièces |

| Slovaquie                | 1150e anniversaire de la mission des apôtres Cyrille et Méthode en Grande-Moravie |                     |
|                          | Les deux apôtres Cyrille et Méthode tenant une double croix posée sur trois collines, entourés de leurs noms en slovaque KONŠTANTÍN et METOD, du nom du pays émetteur SLOVENSKO et des années 863 et 2013. L'anneau externe de la pièce comporte les douze étoiles du drapeau européen. |                     |
| Graveur : Miroslav Hric  | \| Gravure sur la tranche : \| Date : \| Tirage : \| \| \| 5 juillet 2013 \| 1 million de pièces[27] \| |                     |
| Gravure sur la tranche : | Date : | Tirage :            |
|                          | 5 juillet 2013 | 1 million de pièces |

| Slovénie                          | 800e anniversaire de la découverte de la Grotte de Postojna |                     |
|                                   | Une spirale commençant par l'inscription POSTOJNSKA JAMA • 1213–2013 • SLOVENIJA (Grotte de Postojna • 1213-2013 • Slovénie) représente la grotte stylisée. L'anneau externe de la pièce comporte les douze étoiles du drapeau européen. |                     |
| Graveur : Matevž Zalar Šmarje Sap | \| Gravure sur la tranche : \| Date : \| Tirage : \| \| \| Février 2013 \| 1 million de pièces \| |                     |
| Gravure sur la tranche :          | Date : | Tirage :            |
|                                   | Février 2013 | 1 million de pièces |

| Vatican                          | Siège vacant à la suite de la renonciation du Pape Benoît XVI, |                |
|                                  | Blason du camerlingue, Tarcisio Bertone, entouré en haut et en bas de 2 petites croix, symboles de la Chambre apostolique, et entouré par le nom du pays émetteur CITTÀ DEL VATICANO et de la légende SEDE VACANTE MMXIII (siège vacant 2013). L'anneau externe de la pièce comporte les douze étoiles du drapeau européen. |                |
| Graveur : Maria Carmela Colaneri | \| Gravure sur la tranche : \| Date : \| Tirage : \| \| \| 3 juin 2013 \| 125 000 pièces \| |                |
| Gravure sur la tranche :         | Date : | Tirage :       |
|                                  | 3 juin 2013 | 125 000 pièces |

| Vatican                    | Journées mondiales de la jeunesse 2013 à Rio de Janeiro (Brésil) |                |
|                            | La statue du Christ rédempteur, à Rio de Janeiro, au Brésil, entourée de jeunes faisant la fête. En haut, le nom du pays émetteur CITTÀ DEL VATICANO. De part et d'autre du dessin, les légendes XXVIII G.M.G (pour XXVIII Giornata Mondiale della Gioventù, XXVIIIe Journées mondiales de la jeunesse) et RIO 2013. L'anneau externe de la pièce comporte les douze étoiles du drapeau européen. |                |
| Graveur : Patrizio Daniele | \| Gravure sur la tranche : \| Date : \| Tirage : \| \| \| 15 octobre 2013 \| 115 000 pièces \| |                |
| Gravure sur la tranche :   | Date : | Tirage :       |
|                            | 15 octobre 2013 | 115 000 pièces |

## Compléments

### Lectures approfondies
- Olivier Fournier (dir.), €5 : €monnaies et €billets 1999-2009, Paris, Les Chevaux-Légers, 2009 (ISBN 978-2-916996-13-4)
- Catalogue euro, Monnaie et billets 2014, Geesthacht, Leuchtturm, 2014 (ISBN 978-3-00-026627-0)